# Forsthaus Sauberg
Das Forsthaus Sauberg ist ein Wohnplatz im Ortsteil Gräbendorf der Gemeinde Heidesee im Landkreis Dahme-Spreewald in Brandenburg.

## Geografische Lage
Der Wohnplatz liegt im südwestlichen Teil der Gemarkung von Heidesee und grenzt im Westen an die Gemeinde Bestensee. Östlich liegt der Heideseer Wohnplatz Forsthaus Dubrow. Der Wohnplatz liegt unmittelbar an der Bundesstraße 179, die von Nordwesten in südöstlicher Richtung durch das östlich gelegene Waldgebiet Dubrow führt. Westlich schließt sich die Pätzer Heide an. Südlich liegt das Naturschutzgebiet Radeberge, südöstlich der Förstersee.

## Geschichte
Das Forsthaus wurde als Sauberg im Jahr 1862 erstmals urkundlich erwähnt. Es handelte sich dabei um ein Forstetablissement, das zum Revier der königlichen Hausfideikommißförsterei Königs Wusterhausen gehörte und an der Neubrücker Zugbrücke errichtet wurde. Allerdings war das Forsthaus bereits 1848 besetzt; der Förster hieß Busch und arbeitete dort bis 1854. Neben der Bewirtschaftung des Waldes empfingen die Förster aber auch Wissenschaftler, so beispielsweise eine Delegation der Deutschen Ornithologen-Gesellschaft, die 1874 in die Dubrow reiste. Auf dem Weg dorthin brach zwar ihr Leiterwagen, dennoch konnte sie der Förster Prichs im Forsthaus Sauberg empfangen, um ihnen anschließend die Beobachtung seltener Tiere wie den Fischadler oder den Schwarzstorch zu ermöglichen. Die Wälder wurden – wie auch in der benachbarten Oberförsterei Hammer – vom Kaiser Wilhelm I. weiterhin zur Jagd genutzt. Der bis 1888 tätige Förster hieß zu dieser Zeit Wurzler; er wurde von seinem Nachfolger Tobias abgelöst, der bis 1890 dort lebte und arbeitete.
Im Wohnplatz lebten im Jahr 1925 insgesamt vier Personen. Vier Jahre später erfolgte die Eingemeindung in die Gemeinde Pätz und war dort 1932 ein Forstplatz. Das Forsthaus gehörte in der Zeit der DDR zum Kreis Königs Wusterhausen. Das Zentralinstitut für Physik der Erde unterhielt dort eine Beobachtungsstation. Durch die Kreisreform 1993 kam der Wohnplatz zur Gemeinde Heidesee.